# شهرستان کایجیانگ
شهرستان کایجیانگ (به لاتین: Kaijiang County) یک منطقهٔ مسکونی در چین است که در داژو واقع شده‌است.